# Osaretin Demuren
Osaretin Afusat Demuren (* 18. April 1951) ist eine nigerianische Bankerin und die erste weibliche Vorsitzende der Guaranty Trust Bank.

## Biographie
Demuren besuchte das St. Maria Goretti Girls Gymnasium in Benin City. Sie hat einen Abschluss in Wirtschaft und Statistik vom Moskauer Institut und ein Diplom in russischer Sprache und Vorstudien an der Kiev State University in Kiew.
1976 trat sie der Zentralbank bei, wo sie in verschiedenen Abteilungen tätig war, unter anderem in der Handels- und Börsenabteilung. Später wechselte sie in die Personalabteilung, wo sie als Direktorin tätig war. Sie trat am 29. Dezember 2009 nach 33 Jahren in der Branche aus dem Bankgeschäft zurück. Sie ist Mitglied verschiedener Berufsverbände, darunter der Society for Human Resource Management of America, der Nigerian Statistical Association, des Chartered Institute of Personal Management in Nigeria und des Chartered Institute of Bankers in Nigeria. Sie sitzt im Vorstand der Trust Fund Pensions Plc und der LAPO Microfinance Bank Limited. Demuren trat im April 2013 dem Board of Guaranty Trust Bank plc bei und wurde 2015 zur Vorsitzenden ernannt.

## Privatleben
Demuren ist mit dem ehemaligen Generaldirektor der nigerianischen Zivilluftfahrtbehörde, Harold Demuren, verheiratet. Sie listet ihre Hobbys als Lese- und Beratungsarbeit in ihrer örtlichen Kirche auf.